# Lier (España)
Lier (llamada oficialmente Santa María de Lier) es una parroquia y una aldea española del municipio de Sarria, en la provincia de Lugo, Galicia.

## Organización territorial
La parroquia está formada por tres entidades de población:
- Canceleiras (As Canceleiras)
- Lier
- Mundín

## Demografía

### Parroquia
| Gráfica de evolución demográfica de Lier (parroquia) entre 2000 y 2022 |
|                                                                        |
| Datos según el nomenclátor publicado por el INE.                       |

### Aldea
| Gráfica de evolución demográfica de Lier (aldea) entre 2000 y 2022 |
|                                                                    |
| Datos según el nomenclátor publicado por el INE.                   |